# Syndrome de Roemheld
Le Syndrome de Roemheld, syndrome de Roemheld-Techlenburg-Ceconi ou syndrome gastro-cardiaque ou gastrocardiaque, associe des symptômes cardiaques liés à des troubles digestifs. Il a été décrit pour la première fois par le médecin allemand Ludwig von Roemheld (1871–1938),. 
Les crises se produisent généralement lors d'une accumulation de gaz intestinaux ou après une ingestion massive d'aliments. Le Syndrome de Roemheld n'est habituellement pas associé à une maladie coronaire.

## Symptômes
Les symptômes les plus fréquents associent des troubles cardiaques (palpitations, troubles du rythme, oppression thoracique, dyspnée…)  et des troubles digestifs (nausées, vomissements, aérophagie, ballonnement, douleur abdominale…),.
Les symptômes cardiaques sont déclenchés sous l'influence de la pression exercée par les organes digestifs sur le cœur à travers le diaphragme, et/ou une compression du nerf vague.

## Causes habituelles
Ce syndrome peut se retrouver au cours de, :
- Reflux gastro-oesophagien, hernie hiatale ;
- lithiase biliaire ;
- infection à helicobacter pylori ;
- maladie inflammatoire chronique de l'intestin.

## Thérapies
Des changements de régime et de mode de vie peuvent être proposés pour contrôler ce syndrome, tels que  : 
- Éviter les mets copieux ;
- réduire l'embonpoint ;
- réduire les gaz intestinaux ;
- Pratiquer des exercices pour renforcer les muscles du diaphragme.

Des traitements médicamenteux symptomatiques sont utilisés selon la situation clinique, et les procédures chirurgicales selon la cause retrouvée.